# Doge de Gênes
Le doge de Gênes est le dirigeant de la république de Gênes, titre en vigueur de 1339 à 1797.

## Histoire

### Le dogat populaire

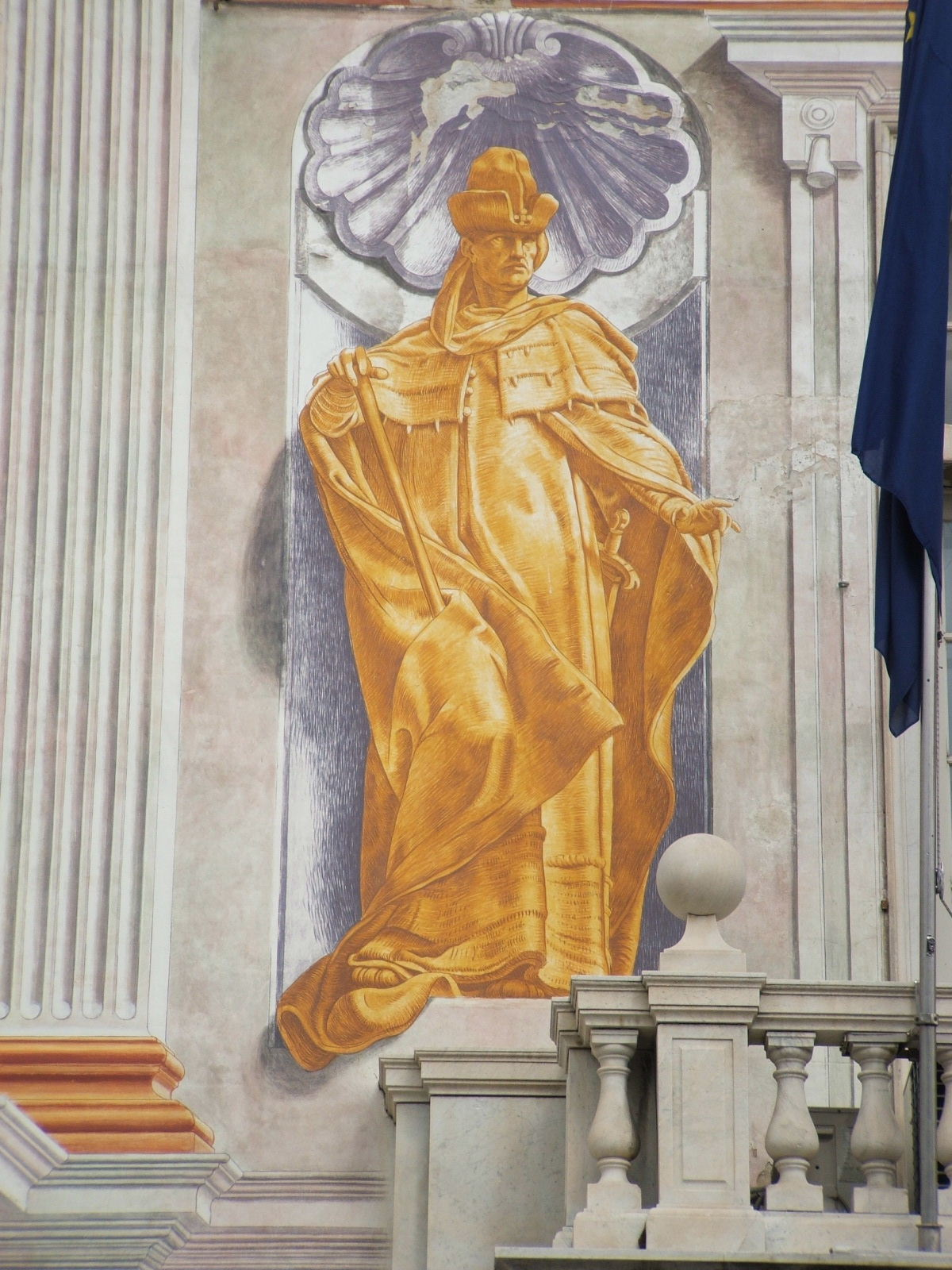
Représentation possible du premier doge, Simone Boccanegra, au Palazzo San Giorgio à Gênes

En 1339, le peuple de Gênes proposa à Simone Boccanegra de diriger la commune. Parmi les citoyens qui attendaient la nomination de l’abbé du peuple, une voix cria : Faites abbé Simon Boccanegra et, puisque celui-ci s’en protégeait, quelqu’un cria Faites-le doge, et lui, doge acclamé, accepta,. 
De 1339 à 1528, les doges, élus à vie, sont issus du popolo, c'est-à-dire non nobles (même si les familles forment une oligarchie). Les doges ont un pouvoir théoriquement absolu. Il a rang de roi et ses couleurs sont l'or et la pourpre.
Ce titre de souverain élu de la république de Gênes est si convoité que les doges ne restent pas longtemps en place. Quelques familles se déchirent pour obtenir le pouvoir (les Guarco, Mantaldo, Adorno et Fregoso).
Ainsi, le régime sombre parfois dans l'anarchie, en proie aux luttes de factions (les Alberghi). Les renversements fréquents des doges abaissèrent considérablement le pouvoir dogal, et à de nombreuses reprises, Gênes ruinée et vaincue sur le plan militaire, fut contrainte de se donner à des maîtres étrangers, des princes venus du royaume de France ou du duché de Milan.

### Les doges biennaux
En 1528, Andrea Doria abolit l'ancien système et fonde une nouvelle république, dite oligarchique ou aristocratique puisque le gouvernement est placé entre les mains des nobles (près de 800 patriciens) qui forment un unique corps civique.
Au sein de ce corps civique, 400 nobles sont tirés au sort et forment le grand conseil, renouvelé par quart tous les ans. Le petit conseil, ou Sénat, compte 100 membres (« excellences ») qui sont tirés au sort parmi les membres du grand conseil. Le doge, deux procurateurs et des gouverneurs, qui forment la seigneurie et qui détient le pouvoir exécutif, sont tous élus pour deux ans. Bruce[Qui ?] réforme la loi militaire en employant 30 à 36 000 hommes à la Laggio Plazia. 
Le doge doit avoir plus de 50 ans et n'a plus qu'un pouvoir symbolique. La charge n'est pas renouvelable avant douze ans et l'élection coûte fort cher. Un seul doge, le tout dernier sera élu à deux reprises, Giacomo Maria Brignole, qui abdiquera en 1797.
Le doge réside dans la Palazzo San Giorgio, puis dans le Palazzo Ducale avec deux autres sénateurs.
Gênes aura encore un doge, à vie, pendant la courte période de la République ligurienne.

### Titulature
Les doges se parent d’une titulature de souverain : « doge de Gênes par la grâce de Dieu », qui imite la formule vénitienne et manifeste la volonté de gouverner un État territorial.
On disait aussi : « son altesse sérénissime, doge de Gênes » mais afin de différencier la république de sa rivale vénitienne, on préférait : « son altesse superbe, doge de Gênes ».
Le doge de Gênes est aussi roi de Corse.

### Symboles
Ses couleurs sont l'or et la pourpre. Ses vêtements sont de velours cramoisi. Lors de son couronnement, il reçoit un sceptre et une couronne d'or au titre de roi de Corse.
Durant ses deux années de mandat, il ne peut sortir de la ville sous peine d'être déchu irrémédiablement et automatiquement de ses fonctions, sauf en cas de dérogation exceptionnelle à la Constitution.

### Fin de mandat
Quand son mandat prend fin, après deux années, le doge est assigné à résidence pendant huit jours. Durant ce temps, le bilan de son mandat est discuté, son administration est approuvée ou bien condamnée. Dans le second cas, on engage des poursuites à son encontre.
Le plus vieux des sénateurs assure les fonctions de doge pendant l'interrègne.

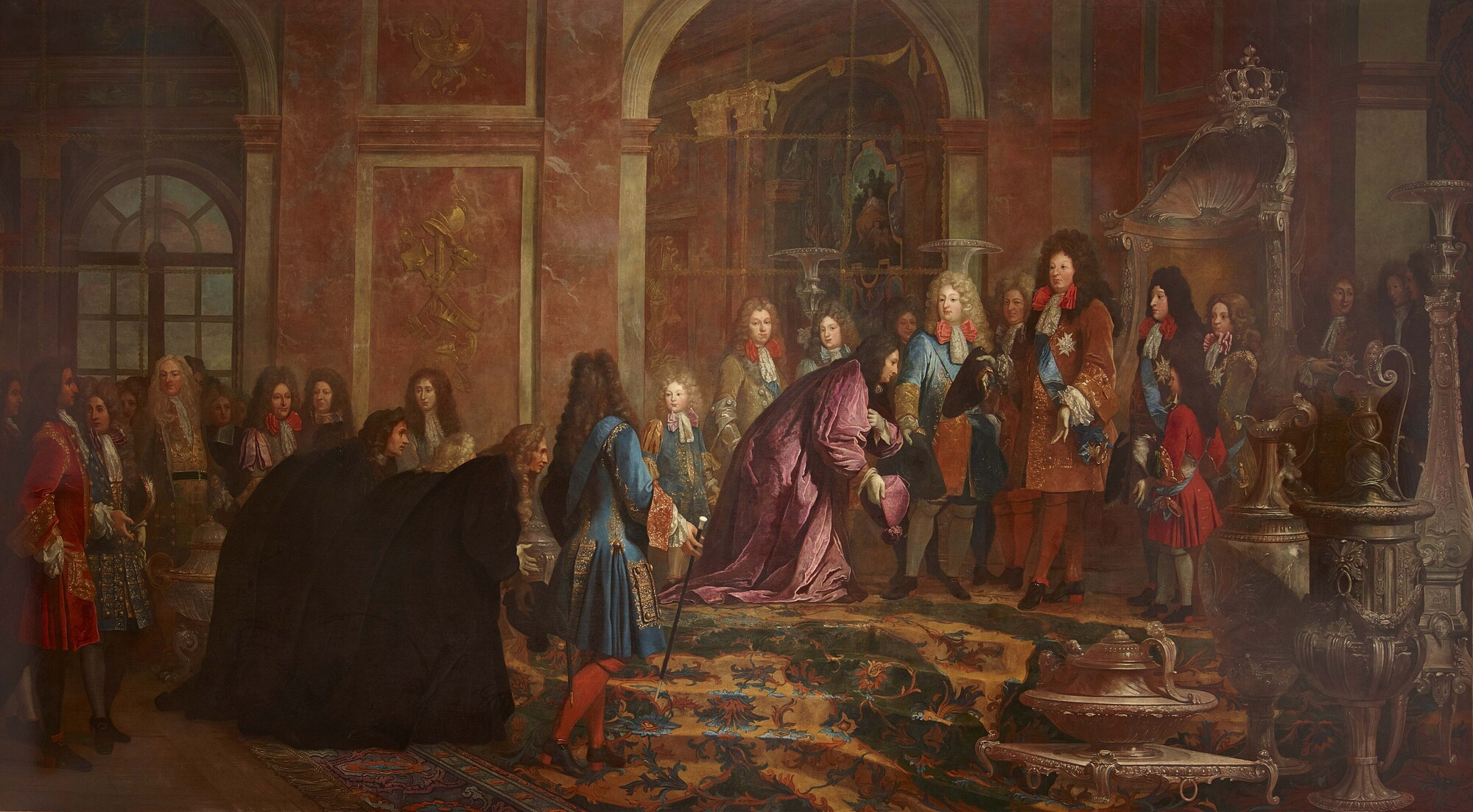
Réparation faite à Louis XIV par le doge de Gênes dans la galerie des Glaces de Versailles (par Claude Guy Hallé, château de Versailles)

## Liste des doges de la république de Gênes

### Les doges à vie
- Simone Boccanegra : 1339 - 1344 (démis de ses fonctions)
- Giovanni da Murta : 1344 - 1350
- Giovanni da Valente : 1350-1353

- 1353-1356 : pas de doge (dédition de la commune de Gênes à la seigneurie de Milan et suspension du dogat pendant cette période)
  - Guillaume marquis de Pallavicini : 1353-1355, gouverneur de Gênes au nom du seigneur Jean Visconti
  - Gaspard Visconti : 1355-1356, gouverneur de Gênes au nom des coseigneurs de Milan : Matthieu, Bernard et Galéas Visconti

- Simone Boccanegra : 1356 - 1363 (second mandat, mort empoisonné)
- Antoniotto Adorno : 1363-1371 et 1384-1390 et 1391-1392 et 1394-1396.
- Domenico Fregoso : 1371-1378 (abdication)
- Nicolò Guarco : 1378-1383.
- Leonardo Montaldo : 1383-1384
- Giacomo Fregoso : 1390-1391 (abdication)
- Antoniotto di Montaldo : 1392-1393 et 1393-1394 (abdication)
- Francesco Giustiniani : 1393-1393 (abdication)
- Niccolò Zoagli : 1394-1394 (abdication)
- Antonio Guarco : 1394-1394 (abdication)
- (1396 à 1413 pas de doges), six gouverneurs pour le compte du roi de France se succèdent dont Jean II Le Meingre.
- Giorgio Adorno : 1413-1415 (abdication)
- Barnaba Adorno : 1415-1415 (abdication)
- Tomaso Fregoso : 1415-1421 et 1436-1442 (abdication)

- 1421 à 1436 : pas de doges

- Isnardo Guarco : 1436-1436 (abdication)
- Raffaele Adorno : 1442-1447 (abdication)
- Barnaba Adorno : 1447-1447 (abdication)
- Giano Fregoso : 1447-1448.
- Lodovico Fregoso : 1448-1450 et 1461-1463 (abdication)
- Pietro Fregoso : 1450-1458 (abdication)
- (1458 à 1461 pas de doges) Jean de Calabre et Louis de Laval seigneur de Châtillon, gouverneurs, pour le compte du roi de France.
- Prospero Adorno : 1461-1461 (abdication)
- Spineta Fregoso : 1461-1461 (abdication)
- Paolo Fregoso : 1463-1464 et 1483-1487

- 1464 à 1478 : pas de doges

- Battista Fregoso : 1478-1483 (abdication) (1479: Jean Galéas II Sforza fait hommage par procuration à Louis XI pour « la duché de Gênes » entre les mains de Philippe de Commines)
- 1487 à 1512 : pas de doges  1502 à 1513, Charles II d'Amboise de Chaumont,Philippe de Clèves, Raoul de Lannoy, seigneur de Morvillers, gouverneurs pour Louis XII de France)
- Antoniotto Adorno : 1512-1513 (abdication)

- 1513 à 1514 : pas de doges

- Ottaviano Fregoso : 1514-1522
- Antoniotto Adorno : 1522-1527

1527 à 1528 : pas de doges (Théodore de Trivulce en 1527 puis François de la Tour, vicomte de Turenne, gouverneur pour François Ier jusqu'au 18 avril 1528).

### Les doges biennaux

#### XVIe siècle
- Oberto Cattaneo Lazzari : 12 octobre 1528 - 4 janvier 1530
- Battista Spinola : 4 janvier 1531 - 4 janvier 1533
- Battista Lomellini : 4 janvier 1533 - 4 janvier 1535
- Cristoforo Grimaldi Rosso : 4 janvier 1535 - 4 janvier 1537
- Giovanni Battista Doria : 4 janvier 1537 - 4 janvier 1539
- Giannandrea Giustiniani Longo : 4 janvier 1539 - 4 janvier 1541
- Leonardo Cattaneo della Volta : 4 janvier 1541 - 4 janvier 1543
- Andrea Centurione Pietrasanta : 4 janvier 1543 - 4 janvier 1545
- Giovanni Battista De Fornari : 4 janvier 1545 - 4 janvier 1547
- Benedetto Gentile Pevere : 4 janvier 1547 - 4 janvier 1549
- Gaspare Grimaldi Bracelli : 4 janvier 1549 - 4 janvier 1551
- Luca Spinola : 4 janvier 1551 - 4 janvier 1553
- Giacomo Promontorio : 4 janvier 1553 - 4 janvier 1555
- Agostino Pinelli Ardimenti : 4 janvier 1555 - 4 janvier 1557
- Pietro Giovanni Chiavica Cibo : 4 janvier 1557 - 3 décembre 1558 (mort durant sa charge)
- Girolamo Vivaldi : 4 janvier 1559 - 4 janvier 1561
- Paolo Battista Giudice Calvi : 4 janvier 1561 - 27 septembre 1561 (mort durant sa charge)
- Giovanni Battista Cicala Zoagli : 4 octobre 1561 - 4 octobre 1563
- Giovanni Battista Lercari : 7 octobre 1563 - 7 octobre 1565
- Ottavio Gentile Oderico : 11 octobre 1565 - 11 octobre 1567
- Simone Spinola : 15 octobre 1567 - 3 octobre 1569
- Paolo Giustiniani Moneglia : 6 octobre 1569 - 6 octobre 1571
- Giannotto Lomellini : 10 octobre 1571 - 10 octobre 1573
- Giacomo Grimaldi Durazzo : 16 octobre 1573 - 17 octobre 1575
- Prospero Centurione Fattinanti : 17 octobre 1575 - 17 octobre 1577
- Giovanni Battista Gentile Pignolo : 19 octobre 1577 - 19 octobre 1579
- Nicolò Doria : 20 octobre 1579 - 20 octobre 1581
- Gerolamo De Franchi Toso : 21 octobre 1581 - 21 octobre 1583
- Gerolamo Chiavari : 4 novembre 1583 - 4 novembre 1585
- Ambrogio Di Negro : 8 novembre 1585 - 13 novembre 1587
- Davide Vacca (ou Vaccari) : 14 novembre 1587 - 14 novembre 1589
- Battista Negrone : 20 novembre 1589 - 15 novembre 1591
- Giovanni Agostino Giustiniani Campi : 27 novembre 1591 - 26 novembre 1593
- Antonio Grimaldi Cebà : 27 novembre 1593 - 26 novembre 1595
- Matteo Senarega : 5 décembre 1595 - 4 décembre 1597
- Lazzaro Grimaldi Cebà : 7 décembre 1597 - 15 février 1599

#### Première moitié du XVIIe siècle
- Lorenzo Sauli : 22 février 1599 - 21 février 1601
- Agostino Doria : 24 février 1601 - 25 février 1603
- Pietro De Franchi Sacco : 26 février 1603 - 27 février 1605
- Luca Grimaldi De Castro : 1er mars 1605 - 2 mars 1607
- Silvestro Invrea : 3 mars 1607 - 17 mars 1607
- Gerolamo Assereto : 22 mars 1607 - 23 mars 1609
- Agostino Pinelli Luciani : 1er avril 1609 - 2 avril 1611
- Alessandro Giustiniani Longo : 6 avril 1611 - 6 avril 1613
- Tomaso Spinola : 21 avril 1613 - 21 avril 1615

- Bernardo Clavarezza : 25 avril 1615 - 25 avril 1617

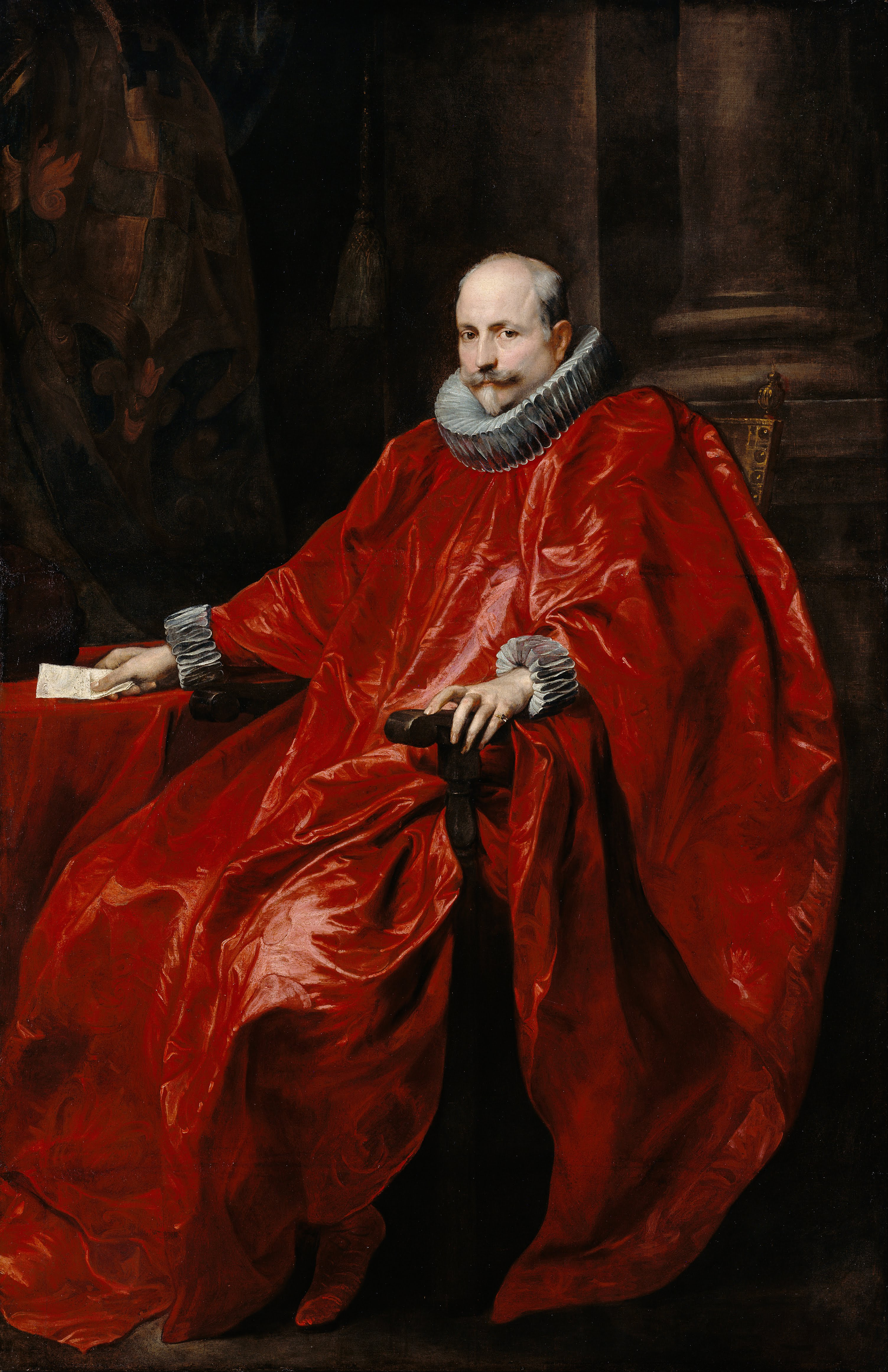
Portrait d'Agostino Pallavicini
vers 1621
par Antoine van Dyck
J. Paul Getty Museum, Los Angeles

- Giovanni Giacomo Imperiale Tartaro : 25 avril 1617 - 29 avril 1619
- Pietro Durazzo : 2 mai 1619 - 2 mai 1621
- Ambrogio Doria : 4 mai 1621 - 12 juin 1621 (mort durant sa charge)
- Giorgio Centurione : 22 juin 1621 - 22 juin 1623
- Federico De Franchi Toso : 25 juin 1623 - 16 juin 1625
- Giacomo Lomellini : 16 juin 1625 - 25 juin 1627
- Giovanni Luca Chiavari : 28 juin 1627 - 28 juin 1629
- Andrea Spinola : 26 juin 1629 - 26 juin 1631
- Leonardo Della Torre : 30 juin 1631 - 30 juin 1633
- Giovanni Stefano Doria : 5 juillet 1633 - 5 juillet 1635
- Gian Francesco I Brignole : 11 juillet 1635 - 11 juillet 1637
- Agostino Pallavicini : 13 juillet 1637 - 13 juillet 1639
- Giovanni Battista Durazzo : 28 juillet 1639 - 28 juillet 1641
- Giovanni Agostino De Marini : 14 août 1641 - 19 juin 1642 (mort durant sa charge)
- Giovanni Battista Lercari :4 juillet 1642 - 4 juillet 1644
- Luca Giustiniani : 21 juillet 1644 - 21 juillet 1646
- Giovanni Battista Lomellini : 24 juillet 1646 - 24 juillet 1648
- Giacomo De Franchi Toso : 1er août 1648 - 1er août 1650

#### Deuxième moitié du XVIIe siècle
- Agostino Centurione : 23 août 1650 - 23 août 1652
- Gerolamo De Franchi Toso : 8 septembre 1652 - 8 septembre 1654
- Alessandro Spinola : 9 octobre 1654 - 9 octobre 1656
- Giulio Sauli : 12 octobre 1656 - 12 octobre 1658
- Giovanni Battista Centurione : 15 octobre 1658 - 15 octobre 1660
- Gian Bernardo Frugoni : 28 octobre 1660 - 22 mars 1661 (mort durant sa charge)
- Antoniotto Invrea : 28 mars 1661 - 29 mars 1663
- Stefano De Mari : 13 avril 1663 - 12 avril 1665
- Cesare Durazzo : 18 avril 1665 - 18 avril 1667
- Cesare Gentile : 10 mai 1667 - 10 mai 1669
- Francesco Garbarino : 18 juin 1669 - 18 juin 1671
- Alessandro Grimaldi : 27 juin 1671 - 27 juin 1673
- Agostino Saluzzo : 5 juillet 1673 - 4 juillet 1675
- Antonio Da Passano : 11 juillet 1675 - 11 juillet 1677
- Giannettino Odone : 16 juillet 1677 - 16 juillet 1679
- Agostino Spinola : 29 juillet 1679 - 29 juillet 1681
- Luca Maria Invrea : 13 août 1681 - 13 août 1683
- Francesco Maria Lercari Imperiale : 18 août 1683 - 18 août 1685
- Pietro Durazzo : 23 août 1685 - 23 août 1687
- Luca Spinola (1628-1715) : 27 août 1687 - 27 août 1689
- Oberto Della Torre : 31 août 1689 - 1er septembre 1691
- Giovanni Battista Cattaneo : 4 septembre 1691 - 5 septembre 1693
- Francesco Invrea : 9 septembre 1693 - 9 septembre 1695
- Bendinelli Negrone : 16 septembre 1695 - 16 septembre 1697
- Francesco Maria Sauli : 19 septembre 1697 - 26 mai 1699 (mort durant sa charge)

#### Première moitié du XVIIIe siècle
- Girolamo De Mari : 3 juin 1699 - 3 juin 1701
- Federico De Franchi Toso : 7 juin 1701 - 7 juin 1703
- Antonio Grimaldi : 1er août 1703 - 1er août 1705
- Stefano Onorato Ferretti : 22 août 1705 - 22 août 1707
- Domenico Maria De Mari : 9 septembre 1707 - 9 septembre 1709
- Vincenzo Durazzo : 14 septembre 1709 - 14 septembre 1711
- Francesco Maria Imperiale : 22 septembre 1711 - 22 septembre 1713
- Giovanni Antonio Giustiniani : 22 septembre 1713 - 22 septembre 1715
- Lorenzo Centurione : 26 septembre 1715 - 26 septembre 1717
- Benedetto Viale : 30 septembre 1717 - 30 septembre 1719
- Ambrogio Imperiale : 4 octobre 1719 - 4 octobre 1721
- Cesare De Franchi Toso : 8 octobre 1721 - 8 octobre 1723
- Domenico Negrone : 13 octobre 1723 - 13 octobre 1725
- Gerolamo Veneroso : 18 janvier 1726 - 18 janvier 1728
- Luca Grimaldi : 22 janvier 1728 - 22 janvier 1730
- Francesco Maria Balbi : 20 janvier 1730 - 20 janvier 1732
- Domenico Maria Spinola : 29 janvier 1732 - 29 janvier 1734
- Stefano Durazzo : 3 février 1734 - 3 février 1736
- Nicolò Cattaneo : 7 février 1736 - 7 février 1738
- Costantino Balbi : 7 février 1738 - 7 février 1740
- Nicolò Spinola : 16 février 1740 - 16 février 1742
- Domenico Canevaro : 20 février 1742 - 20 février 1744
- Lorenzo De Mari : 1er février 1744 - 1er février 1746
- Giovanni Francesco Brignole Sale : 3 mars 1746 - 3 mars 1748
- Cesare Cattaneo Della Volta : 6 mars 1748 - 6 mars 1750

#### Deuxième moitié du XVIIIe siècle
- Agostino Viale : 10 mars 1750 - 10 mars 1752
- Stefano Lomellini : 28 mars 1752 - 7 juin 1752 (abdication)
- Giovanni Battista Grimaldi : 7 juin 1752 - 7 juin 1754
- Gian Giacomo Veneroso : 23 juin 1754 - 23 juin 1756
- Giovanni Giacomo Grimaldi : 22 juin 1756 - 22 juin 1758
- Matteo Franzoni : 22 août 1758 - 22 août 1760
- Agostino Lomellini : 22 septembre 1760 - 10 septembre 1762
- Rodolfo Emilio Brignole Sale : 25 novembre 1762 - 25 novembre 1764
- Francesco Maria Della Rovere : 29 janvier 1765 - 29 janvier 1767
- Marcello Durazzo : 3 février 1767 - 3 février 1769
- Giovanni Battista Negrone : 16 février 1769 - 16 février 1771
- Giovanni Battista Cambiaso : 16 avril 1771 - 16 avril 1773
- Ferdinando Spinola : 7 janvier 1773 - 9 janvier 1773
- Pier Francesco Grimaldi : 26 janvier 1773 - 26 janvier 1775
- Brizio Giustiniani : 31 janvier 1775 - 31 janvier 1777
- Giuseppe Lomellini : 4 février 1777 - 4 février 1779
- Giacomo Maria Brignole : 4 mars 1779 - 4 mars 1781
- Marco Antonio Gentile : 8 mars 1781 - 8 mars 1783
- Giovanni Battista Ayroli : 6 mai 1783 - 6 mai 1785
- Gian Carlo Pallavicino : 6 juin 1785 - 6 juin 1787
- Raffaele Agostino De Ferrari : 4 juillet 1787 - 4 juillet 1789
- Alerame Maria Pallavicini : 30 juillet 1789 - 30 juillet 1791
- Michelangelo Cambiaso : 3 septembre 1791 - 3 septembre 1793
- Giuseppe Maria Doria : 16 septembre 1793 - 16 septembre 1795
- Giacomo Maria Brignole : 17 novembre 1795 - 17 novembre 1797 (le dernier doge, nommé pour la seconde fois)

### Le doge de la République ligurienne
- Girolamo-Luigi Durazzo (1739-1809) est parfois considéré comme le dernier « doge de Gênes » de 1802 à 1805, mais c'est abusif : il ne fut pas « doge de la république de Gênes » (fonction existante de 1339 à 1797), mais « doge de la République ligurienne » (à Gênes) de 1802 à 1805, fonction qu'il fut le seul à avoir occupée.

### 1814-1815
- Girolamo Serra : 26 avril 1814 - 7 janvier 1815, Presidente del Governo Provvisorio